# エルンスト＝ロベルト・グラヴィッツ

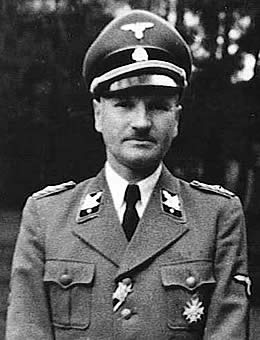
エルンスト＝ロベルト・グラヴィッツ

エルンスト＝ロベルト・グラヴィッツ（Ernst-Robert Grawitz, 1899年6月8日 - 1945年4月24日）は、ナチス・ドイツ親衛隊の医師。親衛隊・警察医学総監及びドイツ赤十字社副総裁を務めた人物。最終階級は親衛隊大将 (SS-Obergruppenführer) 及び武装親衛隊大将 (General der Waffen-SS)。

## 経歴

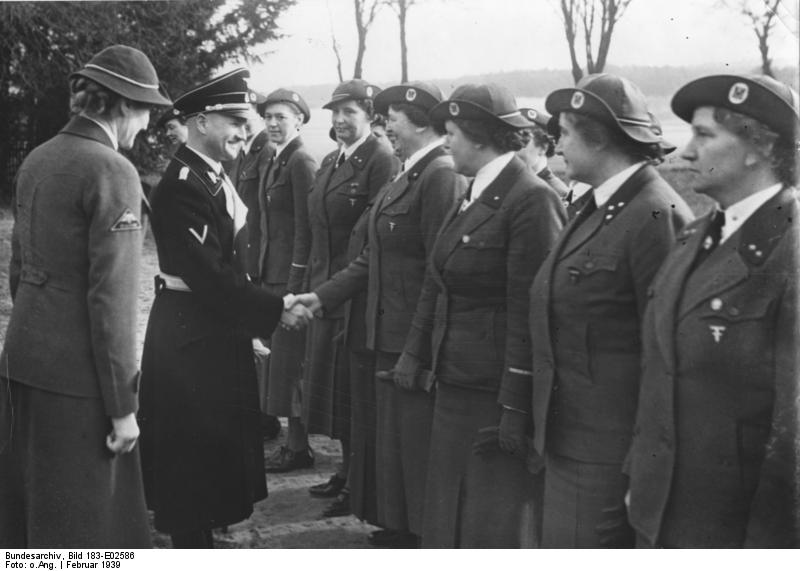
1939年のグラヴィッツ（左から2番目、ベルリン郊外のドイツ赤十字社指導者養成学校教員たちと）

軍医のエルンスト・グラヴィッツの息子として、ベルリン郊外のシャルロッテンブルク（現ベルリンシャルロッテンブルク＝ヴィルマースドルフ区）にて生まれる。
第一次世界大戦には1917年から従軍したが、1918年にイギリス軍の捕虜となっている。
1919年に捕虜収容所から釈放された後、ベルリン大学にて医学を学び、医学博士となるも、翌年のカップ一揆には義勇軍の一員として参加。
1929年からは内科医として働き、1931年に国家社会主義ドイツ労働者党に入党（党員番号1,102,844）。1932年3月29日には親衛隊に入隊(隊員番号27,483)。
1933年にベルリン・ヴェストエント病院の主任医師、1935年6月1日に親衛隊衛生局長、そして1937年にはドイツ赤十字社副総裁に任命される。
1940年に武装親衛隊衛生総監に任命され、1941年にはグラーツ大学の名誉教授となる。
1942年から1943年にかけて、カール・ゲープハルトらと共にラーフェンスブリュック強制収容所で囚人を使ったガス壊疽の感染実験など残虐な人体実験を行う。
その後は総統地下壕でアドルフ・ヒトラーの元に医師の一人として仕えたが、1945年のベルリンの戦いの最中、ベルリンを脱出したい旨の要望をヒトラーから拒否されたことに絶望し、4月24日に自宅で家族と共に手榴弾で自決した。
彼の最期は2004年の映画『ヒトラー 〜最期の12日間〜』で再現されており、クリスチャン・ヘーニングがグラヴィッツを演じた。